# Erechthias beeblebroxi
Erechthias beeblebroxi är en fjärilsart som beskrevs av Robinson och Nielsen 1993. Erechthias beeblebroxi ingår i släktet Erechthias och familjen äkta malar. Inga underarter finns listade i Catalogue of Life.